# Scilla (Vorname)
Scilla ist ein weiblicher Vorname.

## Herkunft und Bedeutung
Der Name ist eine italienische Kurzform von Priscilla. Dies ist auch das italienische Wort für die Blüte der Blausterne (Gattung Scilla).
Englische Namensvarianten sind etwa Cece, Cissy, Pris, Prissy, Sissie und Sissy.

## Bekannte Namensträgerinnen
- Scilla Elworthy (* 1943), Gründerin der Oxford Research Group
- Scilla Gabel (* 1938), italienische Schauspielerin